# Prowadija
Prowadija (bułg. Провадия) – miasto w Bułgarii, w obwodzie Warna, siedziba gminy Prowadija; 14 092 mieszkańców (2006).
W okolicach miasta odkryto prehistoryczną osadę (Sołnicata) – najstarsze miasto Europy – zamieszkaną przez 350 osób już około 5500 lat p.n.e. Mieszkańcy trudnili się pozyskiwaniem soli z pobliskiego źródła. Osadę wiąże się z cmentarzyskiem odkrytym w Warnie i datowaną na ten sam okres kulturą Warna.
Przez miasto przebiegał szlak, którym podążały w XVIII wieku polskie poselstwa do Konstantynopola. W 1703 roku poseł do Turcji Stanisław Rzewuski ufundował tu kościół ormiański.